# Robert Whytt
Robert Whytt (Edimburgo, 6 de setembro de 1714 – Edimburgo, 15 de abril de 1766) foi um médico escocês.

## Vida
Segundo filho de Robert Whytt de Bennochy (perto de Kirkcaldy em Fife), advogado, e Jean, filha de Antony Murray de Woodend, Perthshire, ele nasceu em Edimburgo em 6 de setembro de 1714, seis meses após a morte de seu pai. Tendo se formado em MA na Universidade de St. Andrews em 1730, ele foi para Edimburgo estudar medicina. Dois anos antes, ele havia conseguido, com a morte de seu irmão mais velho George, a propriedade da família.
Whytt dedicou-se ao estudo da anatomia, sob o primeiro Monro. Indo para Londres em 1734, Whytt tornou-se aluno de William Cheselden, enquanto ele visitava as enfermarias dos hospitais de Londres. Depois disso, ele assistiu às palestras de Jacob B. Winslow em Paris, de Herman Boerhaave e Bernhard Siegfried Albinus em Leyden. Ele obteve o grau de MD em Reims em 2 de abril de 1736. Em 3 de junho de 1737, um grau semelhante foi conferido a ele pela Universidade de St Andrews, e em 21 de junho ele se tornou um licenciado do Royal College of Physicians de Edimburgo. Em 27 de novembro de 1738, ele foi eleito para a comunhão e começou a exercer a profissão de médico.
Em 26 de agosto de 1747, Whytt foi nomeado professor de teoria da medicina na Universidade de Edimburgo. Em 16 de abril de 1752, Whytt foi eleito Fellow da Royal Society of London e contribuiu para as Philosophical Transactions. Em 1756, ele deu palestras sobre química na universidade no lugar de John Rutherford (1695-1779). Em 1761, Whytt foi feito o primeiro médico do rei George III na Escócia - um cargo especialmente criado para ele - e em 1º de dezembro de 1763 foi eleito presidente do Royal College of Physicians de Edimburgo; ele ocupou a presidência até sua morte em Edimburgo em 15 de abril de 1766.

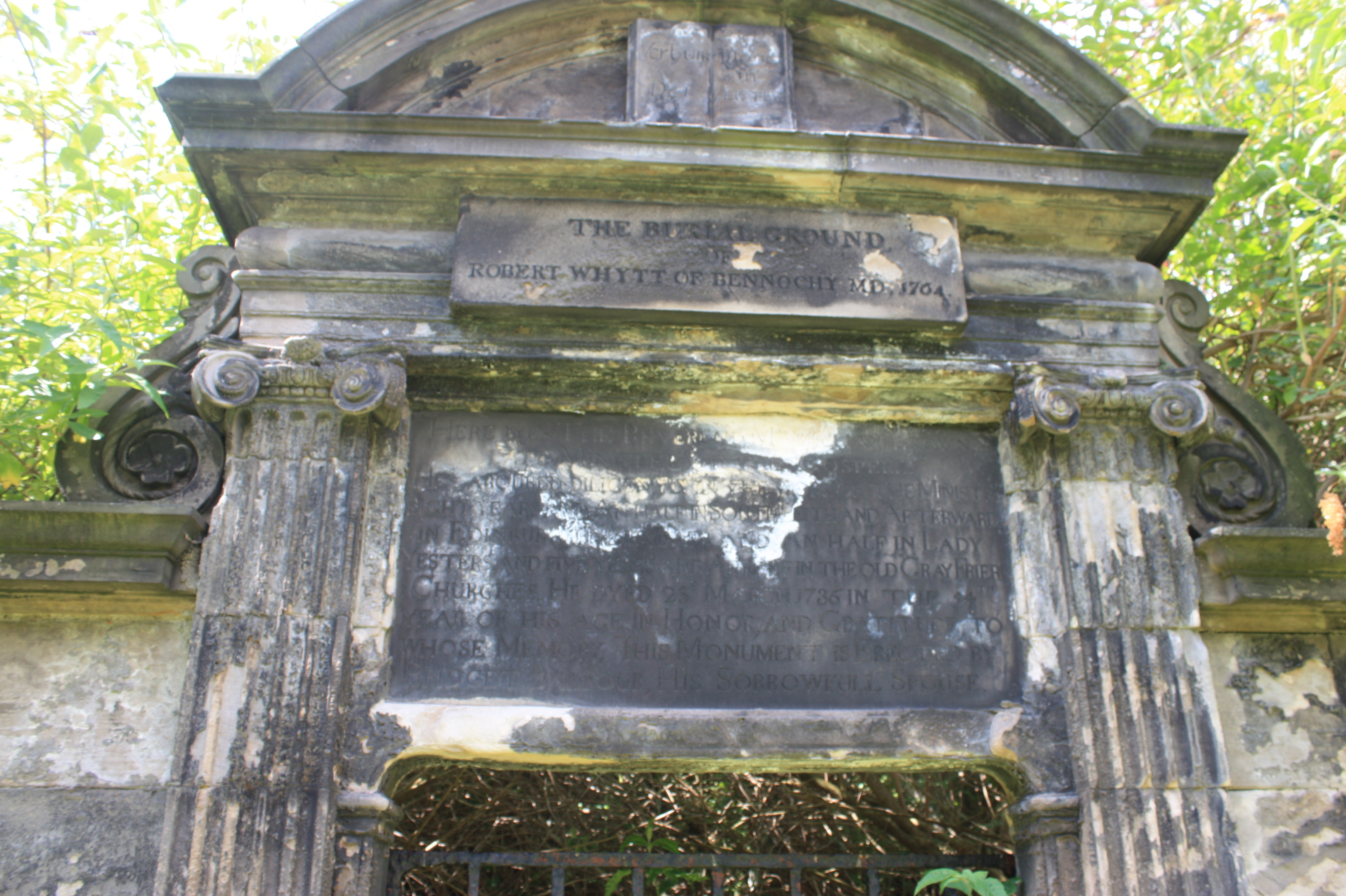
O túmulo de Robert Whytt, Greyfriars Kirkyard

Seus restos mortais receberam um funeral público e foram enterrados em um cofre privado (construído dois anos antes) na seção agora selada de Greyfriars Kirkyard conhecida como a Prisão do Covenanter.

## Neurofisiologia
Robert Whytt é um dos neurofisiologistas mais talentosos de sua época. Em sua pesquisa, ele delineou a importância do sistema nervoso central no movimento, traçou distinções entre ações voluntárias e involuntárias e esclareceu os componentes do reflexo de luz dentro do olho.

## Trabalhos
Em 1743, Whytt publicou um artigo no Edimburgo Medical Essays intitulado "Sobre as virtudes da água-cal na cura da pedra". Este artigo atraiu a atenção e foi publicado, com adições, separadamente em 1752, e teve várias edições. Também apareceu em francês e alemão. O tratamento dado por Whytt à pedra com água de cal e sabão tornou-se obsoleto.
Em 1751, ele publicou um trabalho On the Vital and other Involuntary Motions of Animals. O livro atraiu a atenção dos fisiologistas da Europa. Whytt abandonou a doutrina de Stahl de que a alma racional é a causa dos movimentos involuntários nos animais e atribuiu esses movimentos ao efeito de um estímulo agindo com base em um princípio consciente inconsciente. Ele teve uma vigorosa controvérsia com Albrecht von Haller sobre o assunto desta obra. 
Em 1764, ele publicou seu principal trabalho, On Nervous, Hypochondriac, or Hysteric Diseases, to which are prefixed some Remarks on the Sympathy of the Nerves. Foi traduzido para o francês por Achille Guillaume Le Bègue de Presle em 1767.
Whytt também foi autor de:
- Physiological Essays (1755) - Ensaios fisiológicos
- Review of the Controversy Concerning the Sensibility and Moving Power of the Parts of Men and Other Animals (1761) - Revisão da controvérsia a respeito da sensibilidade e do poder de movimentação das partes de homens e outros animais
- Nervous, Hypochondriac or Hysteric Diseases, (1764) - Doenças nervosas, hipocondríacas ou histéricas
- Observations on Dropsy of the Brain (1768) - Observações sobre hidropisia do cérebro

Uma edição de suas Obras foi publicada por seu filho em 1768, e foi traduzida para o alemão por Christian Ehrhardt Kapp em 1771 (Leipzig). Uma lista completa de seus papéis está na Bibliotheca Britannica de Robert Watt. 